# Ori Barmpas Kai Klokos, Farangi Selinounta
Ori Barmpas Kai Klokos, Farangi Selinounta este o arie protejată (arie specială de conservare — SAC, sit de importanță comunitară — SCI) din Grecia întinsă pe o suprafață de 6.116,6 ha, integral pe uscat.

## Localizare
Centrul sitului Ori Barmpas Kai Klokos, Farangi Selinounta este situat la coordonatele 38°09′03″N 22°00′51″E / 38.150834°N 22.014238°E.

## Înființare
Situl Ori Barmpas Kai Klokos, Farangi Selinounta a fost declarat sit de importanță comunitară în august 1996 pentru a proteja 7 specii de animale. Situl a fost protejat și ca arie specială de conservare în martie 2011.

## Biodiversitate
Situată în ecoregiunea mediteraneană, aria protejată conține 9 habitate naturale: Râuri mediteraneene cu debit permanent cu specii de Paspalo-Agrostidion și galerii riverane de Salix și de Populus alba, Râuri mediteraneene cu debit intermitent, cu specii de Paspalo-Agrostidion, Lande oro-mediteraneene cu formațiuni endemice de grozamă, Matorral arborescenți cu Juniperus spp., Grohotișuri est-mediteraneene, Pante stâncoase calcaroase cu vegetație casmofită, Galerii de Salix alba și de Populus alba, Păduri de Platanus orientalis și Liquidambar orientalis (Platanion orientalis), Păduri de pin mediteraneene cu pini mezogeni endemici.
La baza desemnării sitului se află mai multe specii protejate:
- mamifere (1): vidră de râu (Lutra lutra)
- pești (1): Barbus peloponnesius
- reptile (5): șarpele cu patru dungi (Elaphe quatuorlineata), țestoasa de baltă (Emys orbicularis), țestoasă bănățeană (Testudo hermanni), Testudo marginata, elaphe situla (Zamenis situla)

Pe lângă speciile protejate, pe teritoriul sitului au mai fost identificate 5 specii de plante, 5 specii de amfibieni, 6 specii de mamifere, 12 specii de reptile.